# Villeneuvette
Villeneuvette (okzitanisch La Fatura) ist ein Ort und eine südfranzösische Gemeinde mit 66 Einwohnern (Stand: 1. Januar 2022) im Département Hérault in der Region Okzitanien (vor 2016 Languedoc-Roussillon). Die Gemeinde gehört zum Arrondissement Lodève und zum Kanton Clermont-l’Hérault. Die Einwohner werden Villeneuvettois genannt.

## Lage
Villeneuvette liegt etwa 40 Kilometer westlich von Montpellier am Flüsschen Dourbie. Umgeben wird Villeneuvette von den Nachbargemeinden Clermont-l’Hérault im Norden, Nébian im Osten und Südosten, Lieuran-Cabrières im Süden, Cabrières im Südwesten sowie Mourèze im Westen.

## Bevölkerungsentwicklung
| Jahr                       | 1962 | 1968 | 1975 | 1982 | 1990 | 1999 | 2006 | 2017 |
| Einwohner                  | 94   | 61   | 50   | 75   | 83   | 85   | 69   | 71   |
| Quellen: Cassini und INSEE |      |      |      |      |      |      |      |      |

## Sehenswürdigkeiten
- Kirche Notre-Dame-de-l’Assomption, Monument historique
- Ortsbefestigung

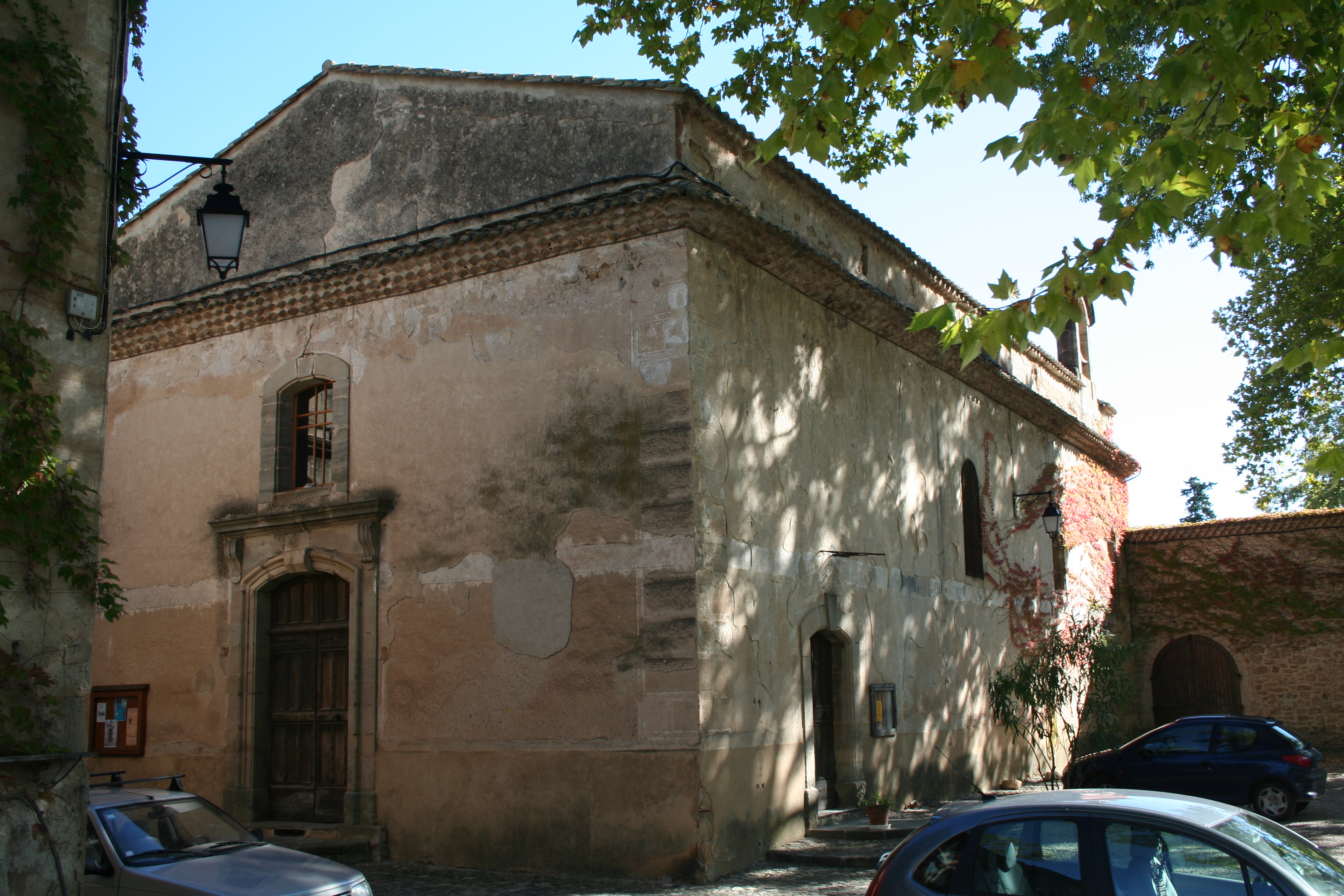
Kirche Notre-Dame-de-l’Assomption
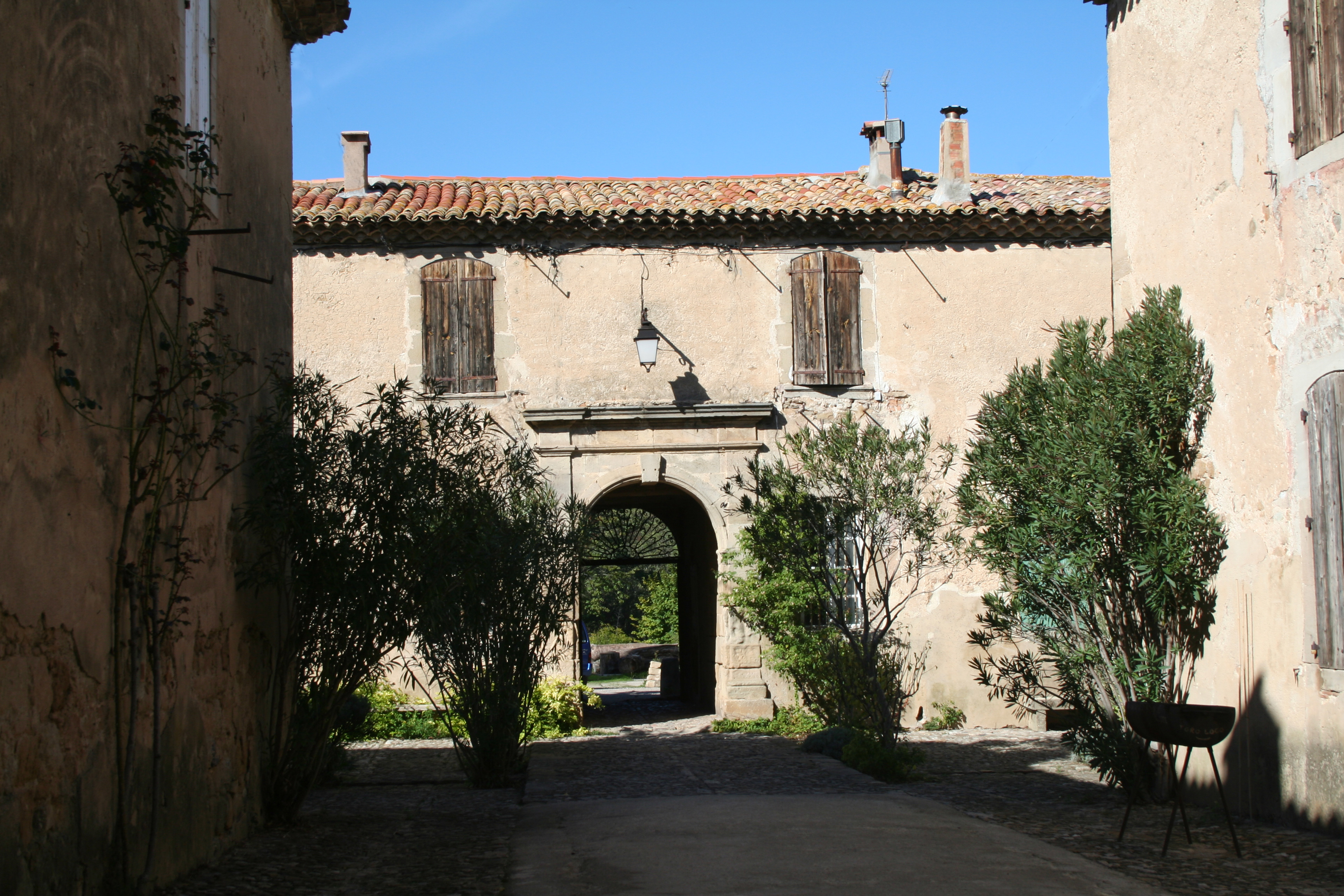
Tor in der früheren Ortsbefestigung

## Persönlichkeiten
- Casimir Maistre (1867–1957), Geograph und Afrikaforscher